# Обид
Обид (слч. Obid, мађ. Ebed) насељено је мјесто са административним статусом сеоске општине (слч. obec) у округу Нове Замки, у Њитранском крају, Словачка Република.

## Становништво
| Година:    | 1994. | 2004. | 2014.   | 2024.   |
| ---------- | ----- | ----- | ------- | ------- |
| Број људи: | 0     | 1147  | 1159    | 1143    |
| Разлика:   |       | –     | +1,04 % | -1,38 % |

| Година:    | 2023. | 2024.   |
| ---------- | ----- | ------- |
| Број људи: | 1135  | 1143    |
| Разлика:   |       | +0,70 % |

Према подацима о броју становника из 2011. године насеље је имало 1.178 становника.